# Varrelbusch
Varrelbusch est un quartier de la commune allemande de Garrel, dans l'arrondissement de Cloppenburg, Land de Basse-Saxe.

## Géographie
Varrelbusch se situe à 6 km au nord de la ville de Cloppenburg, sur le bord nord du Geest, entouré de forêts, de terres arables et de prairies. En raison d'un niveau élevé de nouvelles activités de construction, le village regroupé à l'origine agricole s'est transformé en un village résidentiel.

## Histoire
Varrelbusch est mentionné pour la première fois en 1463 dans une liste de biens et pensions de la paroisse de Krapendorf. À cette époque, trois familles sont mentionnées pour Varrelbusch. Jusqu'à la fin de la guerre de Trente Ans, ces trois fermes sont mentionnées à maintes reprises, mais après la longue guerre, elles sont largement appauvries voire dévastées.
Avec de nouvelles fermes et la montée en puissance du système de recrutement, la population augmente progressivement après 1700. En 1750, Varrelbusch compte déjà 53 habitants dans huit familles.
En 1891, la lande et la bruyère, jusqu'alors détenues en copropriété, sont réparties entre les 18 fermes en activité à l'époque. Cependant, un tiers reste propriété de l'État et est reboisé.
En 1911, une maison de prière est construite, mais après la Première Guerre mondiale, elle est trop petite en raison du nombre croissant d'habitants et est remplacée par l'église actuelle en 1935. En 1961, la communauté de la chapelle devient une paroisse indépendante. Pendant la Seconde Guerre mondiale, Varrelbusch subit des dommages de guerre considérables, mais la reconstruction sera rapide.
La commune intègre Garrel en 1983.

## Infrastructures
L'aérodrome de Varrelbusch et l'ancienne gare de Varrelbusch (ouverte en 1906, fermée en 1967) sur la ligne de Cloppenburg à Ocholt, malgré leur nom, se situent dans la zone de la forêt domaniale de Cloppenburg, 2 km à l'est du village.

## Source, notes et références
- (de) Cet article est partiellement ou en totalité issu de l’article de Wikipédia en allemand intitulé « Varrelbusch » (voir la liste des auteurs).

1. ↑  (de) Statistisches Bundesamt, Historisches Gemeindeverzeichnis für die Bundesrepublik Deutschland. Namens-, Grenz- und Schlüsselnummernänderungen bei Gemeinden, Kreisen und Regierungsbezirken vom 27.5.1970 bis 31.12.1982, 1983 (ISBN 3-17-003263-1)